# Грејсвил (Тенеси)
Грејсвил (енгл. Graysville) град је у америчкој савезној држави Тенеси.

## Демографија
По попису из 2010. године број становника је 1.502, што је 91 (6,4%) становника више него 2000. године.
| Група             | 2000.         | 2010.         |
| Белци             | 1.366 (96,8%) | 1.417 (94,3%) |
| Афроамериканци    | 9 (0,6%)      | 16 (1,1%)     |
| Азијати           | 0 (0,0%)      | 5 (0,3%)      |
| Хиспаноамериканци | 21 (1,5%)     | 29 (1,9%)     |
| Укупно            | 1.411         | 1.502         |